# Laurbær-slægten
Laurbær-slægten (Laurus) er en planteslægt, der indeholder følgende arter:
| Arter |

- Laurus azorica
- Laurus canariensis
- Ægte Laurbær (Laurus nobilis)